# Ilya Zakharov
Ilya Leonidovich Zakharov (Leningrado, 2 de maio de 1991) é um saltador russo, campeão olímpico. 

## Carreira

### Londres 2012
Ilya Zakharov representou seu país nos Jogos Olímpicos de Verão de 2012, na qual conquistou uma medalha de ouro, no trampolim, e medalha de prata no trampolim sincronizado com Evgeny Kuznetsov. 